# Sebastian Mannström
Sebastian Mannström (ur. 29 października 1988 w Kokkoli) – fiński piłkarz grający na pozycji lewego pomocnika. Od 2011 roku jest zawodnikiem klubu HJK Helsinki.

## Kariera klubowa
Karierę piłkarską Mannström rozpoczynał w juniorach klubu GBK Kokkola. Następnie został zawodnikiem zespołu FF Jaro. W 2008 roku awansował do kadry pierwszej drużyny i 27 kwietnia 2008 zadebiutował w pierwszej lidze fińskiej w zremisowanym 0:0 wyjazdowym meczu z Tampere United. W zespole Jaro grał do końca 2010 roku.
Na początku 2011 roku Mannström przeszedł z FF Jaro do HJK Helsinki. W nowym zespole swój debiut zanotował 6 maja 2011 w przegranym 0:2 wyjazdowym spotkaniu z Turun Palloseura. Na koniec sezonu 2011 wywalczył z HJK mistrzostwo Finlandii oraz zdobył Puchar Finlandii.
| Sezon | Klub         | Kraj      | Rozgrywki     | Mecze | Bramki |
| ----- | ------------ | --------- | ------------- | ----- | ------ |
| 2008  | FF Jaro      | Finlandia | Veikkausliiga | 23    | 4      |
| 2009  | FF Jaro      | Finlandia | Veikkausliiga | 25    | 4      |
| 2010  | FF Jaro      | Finlandia | Veikkausliiga | 20    | 3      |
| 2011  | HJK Helsinki | Finlandia | Veikkausliiga | 24    | 4      |

## Kariera reprezentacyjna
W swojej karierze Mannström grał w reprezentacji Finlandii U-21. W dorosłej reprezentacji zadebiutował 9 lutego 2011 roku w zremisowanym 1:1 towarzyskim meczu z Belgią.